# Valzin en Petite Montagne
Valzin-en-Petite-Montagne est, depuis le 1er janvier 2017, une commune nouvelle française située dans le département du Jura, dans la région culturelle et historique de Franche-Comté et la région administrative Bourgogne-Franche-Comté.

## Géographie
La commune rurale de Valzin-en-Petite-Montagne est située dans le pays de la Petite Montagne, dans le bassin de la Valouse, entre Orgelet et Arinthod.
Sa superficie est de 2 638 hectares dont 442 de forêt (434 ha soumis au régime forestier de l’office national des forêts).

### Localisation

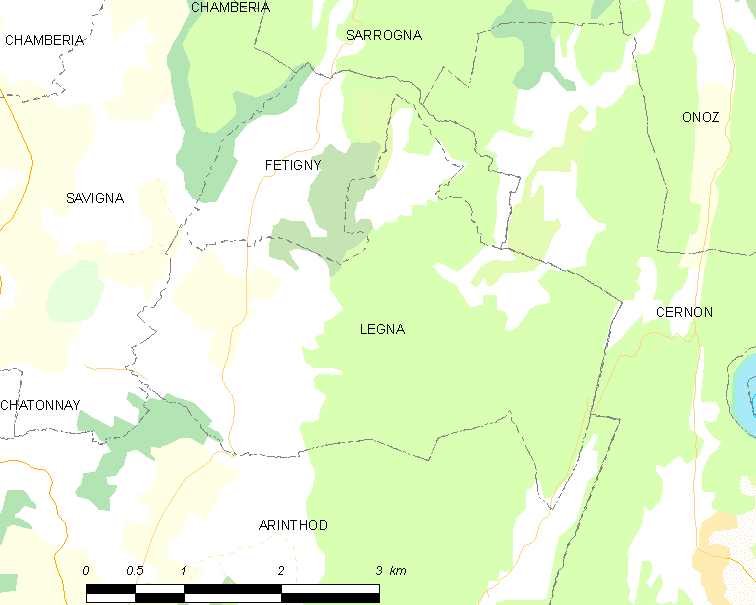

| Marigna-sur-Valouse | Chambéria                 | Sarrogna |
| La Boissière        | Valzin-en-Petite-Montagne | Cernon   |
| Dramelay            | Arinthod                  |          |

### Hydrographie
Outre la Valouse, ses affluents, le Valouson et le Valzin traversent également la commune.
Le lac de Viremont, situé à 658 mètres d’altitude est un petit lac de 2 hectares, d’origine glaciaire (glacier qui aurait existé il y a 20 000 ans), situé sur couche de moraines imperméable, classé Natura 2000.

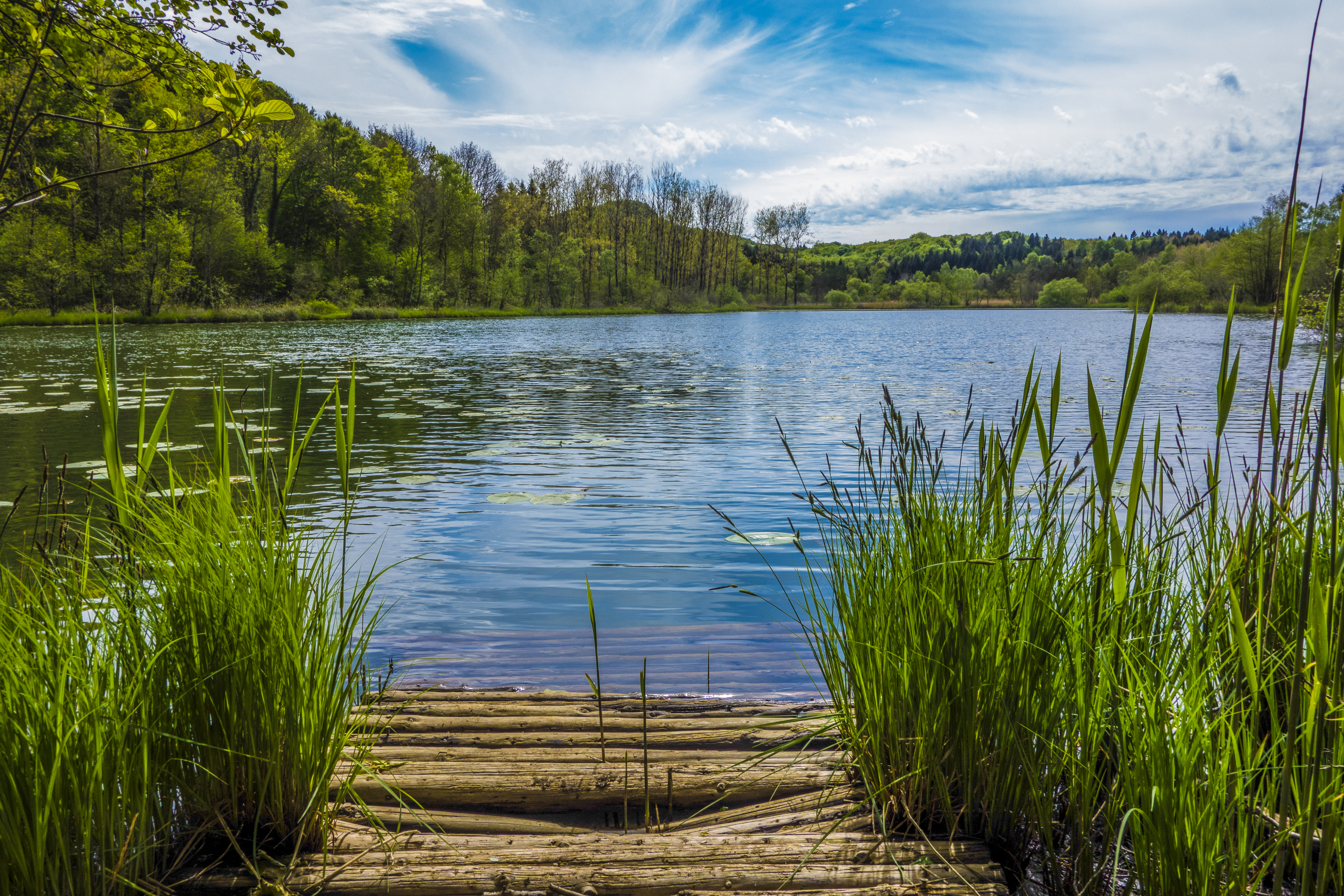
Lac de Viremont.

### Voies de communication et transports
La commune se trouve sur la route départementale 109 entre les bourgs-centres d'Orgelet et d'Arinthod.
Le territoire était autrefois desservi de 1901 à 1938 par les Chemins de fer vicinaux du Jura entre Lons-le-Saunier et Arinthod.

### Climat
Pour des articles plus généraux, voir Climat de la Bourgogne-Franche-Comté et Climat du département du Jura.
En 2010, le climat de la commune est de type climat de montagne, selon une étude du Centre national de la recherche scientifique s'appuyant sur une série de données couvrant la période 1971-2000. En 2020, Météo-France publie une typologie des climats de la France métropolitaine dans laquelle la commune est exposée à un climat semi-continental et est dans la région climatique Jura, caractérisée par une forte pluviométrie en toutes saisons (1 000 à 1 500 mm/an), des hivers rigoureux et un ensoleillement médiocre.
Pour la période 1971-2000, la température annuelle moyenne est de 9,9 °C, avec une amplitude thermique annuelle de 16,8 °C. Le cumul annuel moyen de précipitations est de 1 535 mm, avec 13 jours de précipitations en janvier et 9,2 jours en juillet. Pour la période 1991-2020, la température moyenne annuelle observée sur la station météorologique de Météo-France la plus proche, « Cernon », sur la commune de Cernon à 5 km à vol d'oiseau, est de 10,4 °C et le cumul annuel moyen de précipitations est de 1 567,8 mm. 
La température maximale relevée sur cette station est de 38,6 °C, atteinte le 13 août 2003 ; la température minimale est de −24 °C, atteinte le 10 janvier 1985,,.
Les paramètres climatiques de la commune ont été estimés pour le milieu du siècle (2041-2070) selon différents scénarios d'émission de gaz à effet de serre à partir des nouvelles projections climatiques de référence DRIAS-2020. Ils sont consultables sur un site dédié publié par Météo-France en novembre 2022.

## Urbanisme

### Typologie
Au 1er janvier 2024, Valzin en Petite Montagne est catégorisée commune rurale à habitat dispersé, selon la nouvelle grille communale de densité à sept niveaux définie par l'Insee en 2022.
Elle est située hors unité urbaine et hors attraction des villes,.

## Toponymie
La commune a été nommée à partir du nom d'un cours d'eau traversant les quatre anciennes communes fusionnées en 2017 et du pays de la Petite Montagne.

## Histoire
La commune nouvelle regroupe les communes de Chatonnay, de Fétigny, de Légna et de Savigna le 1er janvier 2017. Son chef-lieu se situe à Légna.
Le 16 juillet 1944, un détachement du groupe FFI Pigeon du maquis de Beaufort attaque une colonne allemande sur la route entre Orgelet et Arinthod et tue un officier. En représailles, 17 des 24 maisons du village d'Ugna sont brûlées. Elles seront reconstruites après la Guerre, entre 1949 et 1953.

## Politique et administration
| Nom           | Code Insee | Intercommunalité   | Superficie (km2) | Population (dernière pop. légale) | Densité (hab./km2) |
| ------------- | ---------- | ------------------ | ---------------- | --------------------------------- | ------------------ |
| Légna (siège) | 39290      | CC Petite Montagne | 10,30            | 200 (2014)                        | 19                 |
| Chatonnay     | 39123      | CC Petite Montagne | 2,82             | 65 (2014)                         | 23                 |
| Fétigny       | 39224      | CC Petite Montagne | 3,30             | 85 (2014)                         | 26                 |
| Savigna       | 39506      | CC Petite Montagne | 9,96             | 132 (2014)                        | 13                 |

### Liste des maires
| Période      | Période  | Identité         | Étiquette | Qualité  |
| ------------ | -------- | ---------------- | --------- | -------- |
| janvier 2017 | 2020     | Gérard Charrière | SE        | Retraité |
| 2020         | En cours | Thierry Comte    |           |          |

## Population et société

### Démographie
L'évolution du nombre d'habitants est connue à travers les recensements de la population effectués dans la commune depuis sa création.
En 2022, la commune comptait 454 habitants, en évolution de −7,91 % par rapport à 2016 (Jura : −0,81 %, France hors Mayotte : +2,11 %).
| 2015 | 2020 | 2022 |
| ---- | ---- | ---- |
| 484  | 466  | 454  |

### Manifestations culturelles et festivités
- Festival Les Gueules de Bois, qui a lieu à Légna tous les ans, fin août, depuis 2019[15]. Il allie concerts de rock et BMX, les infrastructures étant toutes construites en bois du Jura[16]. Le festival se veut « à 90 % local » : la bière vient de la brasserie La Rouget de l'Isle et même les verres sont fabriqués par un artisan du bois jurassien[17].

## Économie
Au début du vingtième siècle, l'agriculture et la tournerie artisanale étaient les principales activités économiques.

## Culture locale et patrimoine
- Atelier de teinturier, usine de tabletterie (usine de tournerie) de Fétigny, inscrit au titre des monuments historiques[18].
- Église Saint-Aubin de Fétigny (XVe-XVIe s), inscrite au titre des monuments historiques depuis 1998[19].
- Église Saint-Didier avec beffroi de style gothique du XVe siècle, orné de quatre clochetons, et chapelle flamboyante voûtée d'ogives
- Église Saint-Maurice (XIIe-XVIIIe s), inscrite au titre des monuments historiques depuis 1935[20] ;
- Chapelle du XVIe siècle, couverte de lauze, se trouve aujourd’hui isolée dans les bois. Dédiée à saint Maurice, elle n’est accessible qu’à pied. Il faut pour cela emprunter le chemin des Trois Chapelles, une randonnée de 10 km en terrain varié, moyennement accidenté. Cette chapelle est le refuge d'une colonie de chauve-souris.
- Anciennes gares d'Ugna-Savigna et de Chatonnay, vestiges de la ligne des Chemins de fer vicinaux du Jura entre Lons-le-Saunier et Arinthod, active de 1901 à 1938
- Pont de la Pie du Dard ;
- Cascade de la Quinquenouille.
- Lavoir à charpente originale (à Ugna, en direction de Marigna-sur-Valouse)
- Stade du Martelet sur lequel ont été organisés les plus importants concerts du Festival de Bouche à Oreille

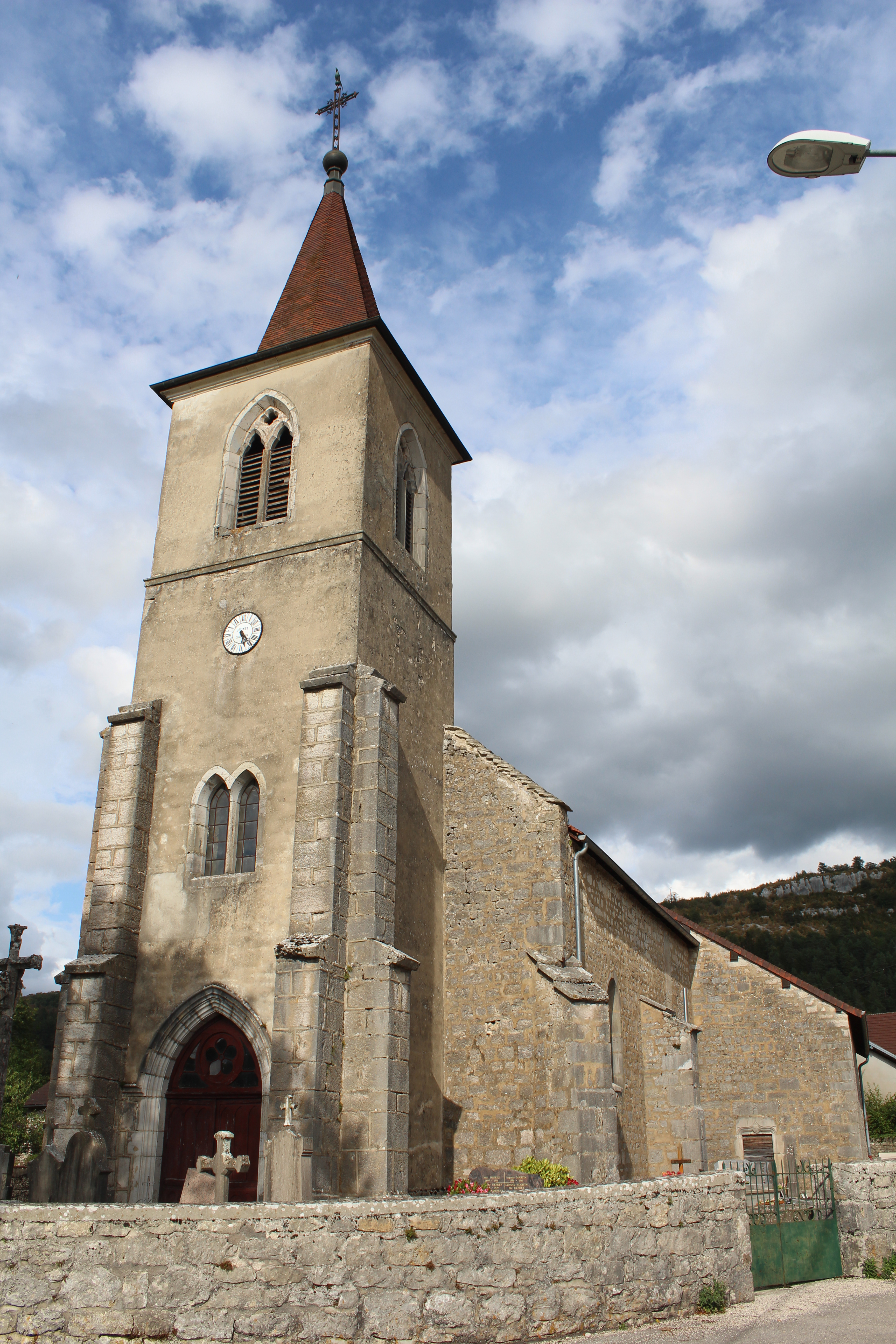
Église St Aubin Fétigny
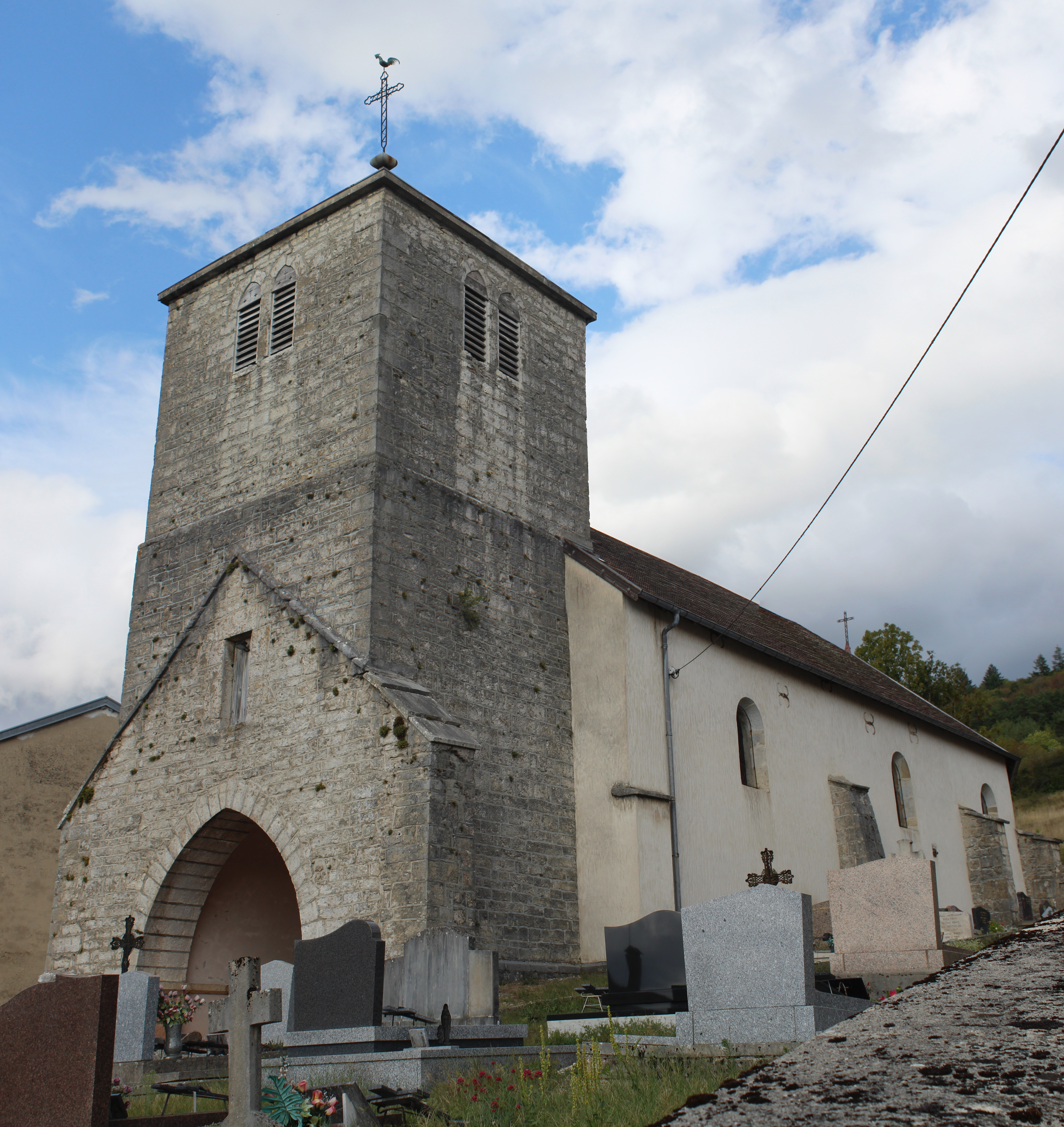
Église St Pierre Légna
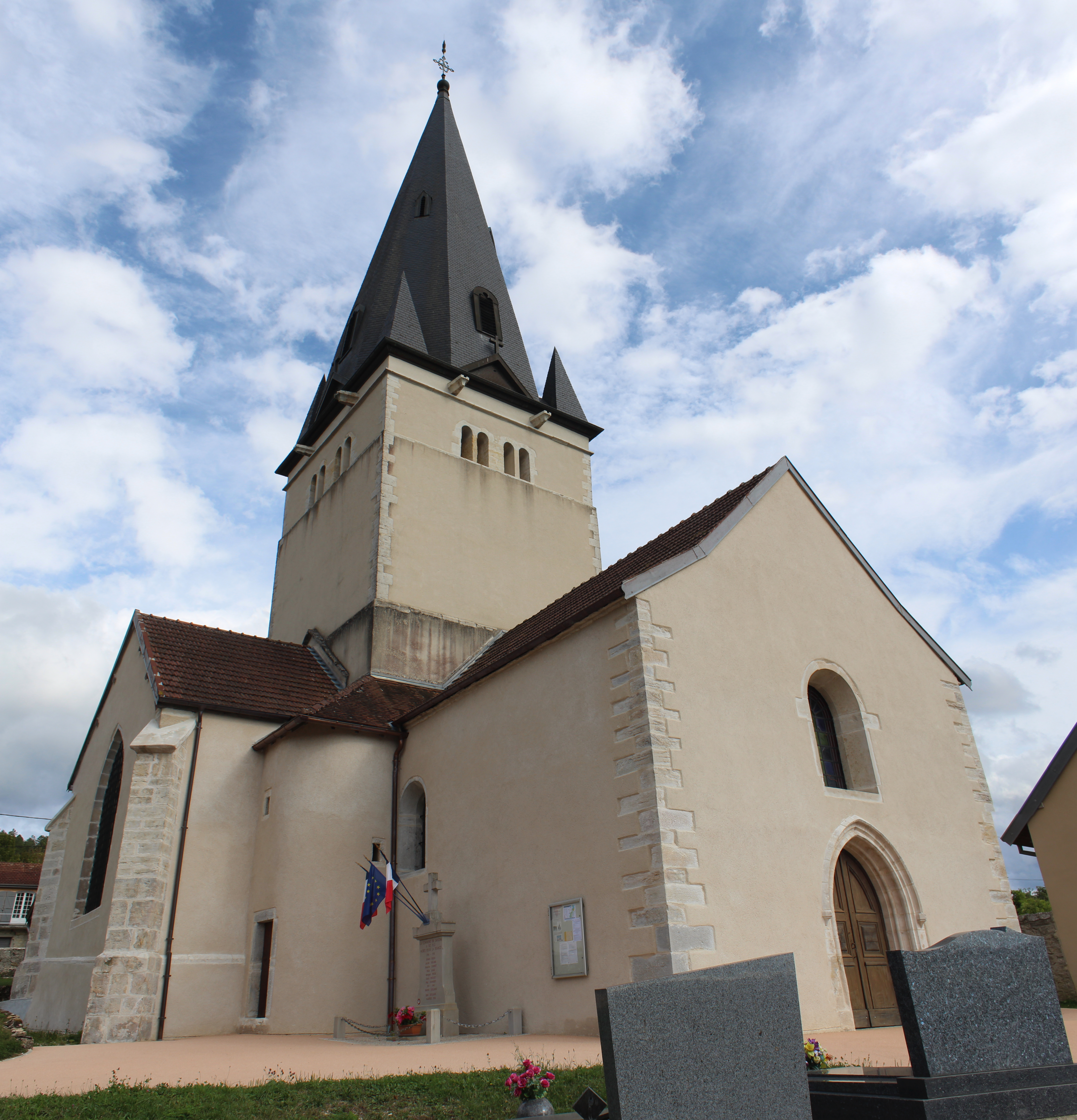
Église St Didier Savigna
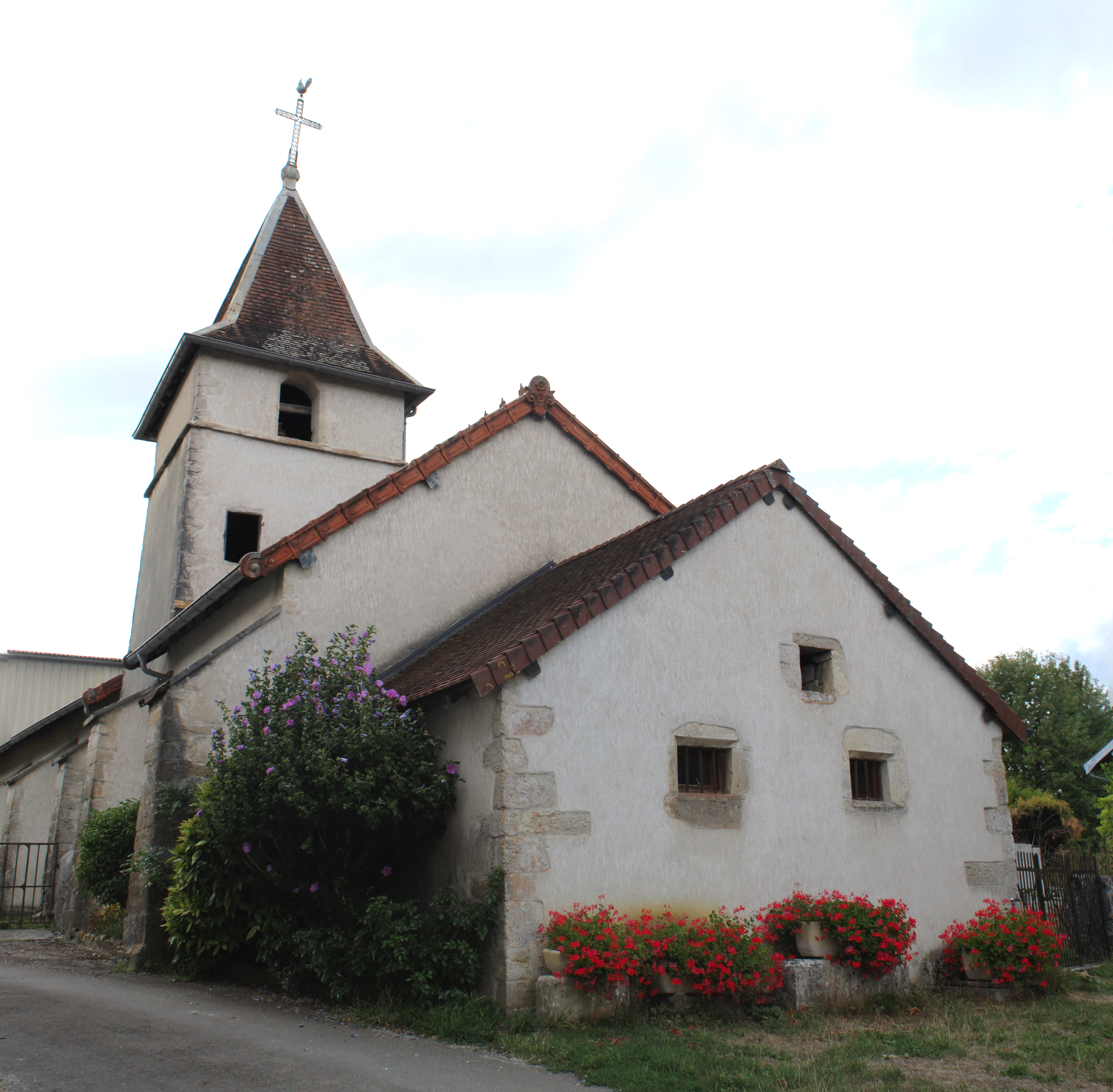
Église St Maurice Chatonnay
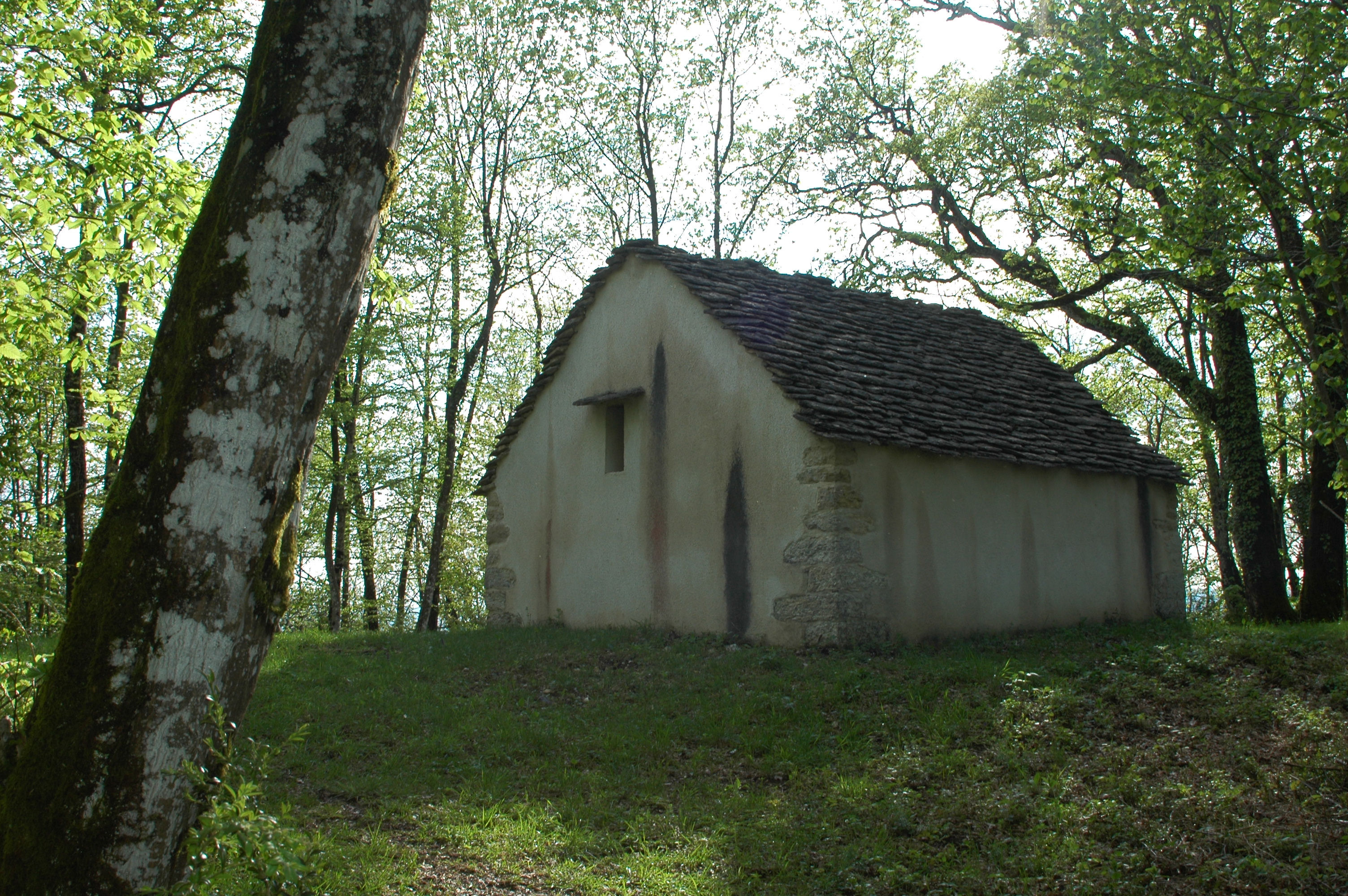
Chapelle Saint-Maurice
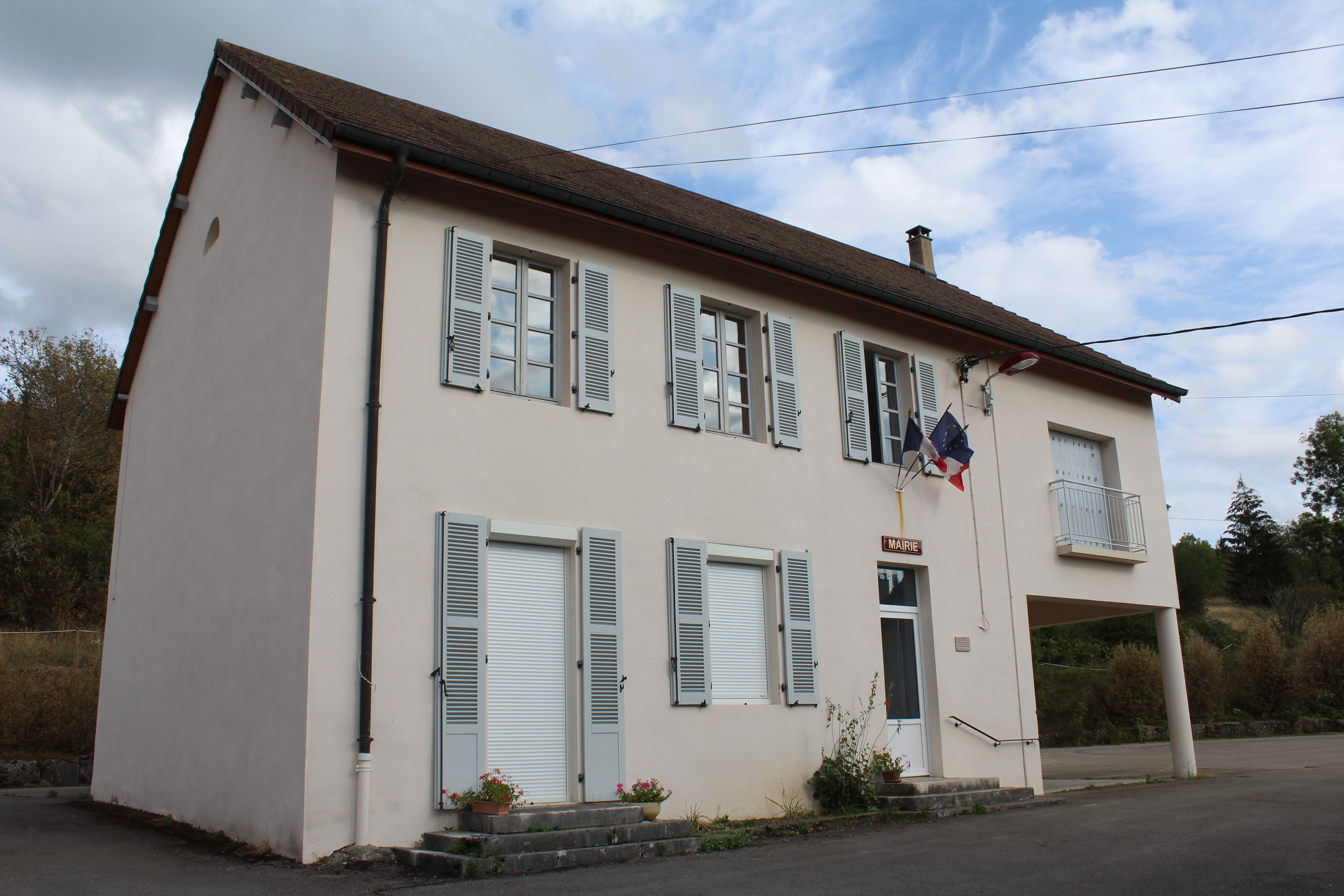
Mairie Légna
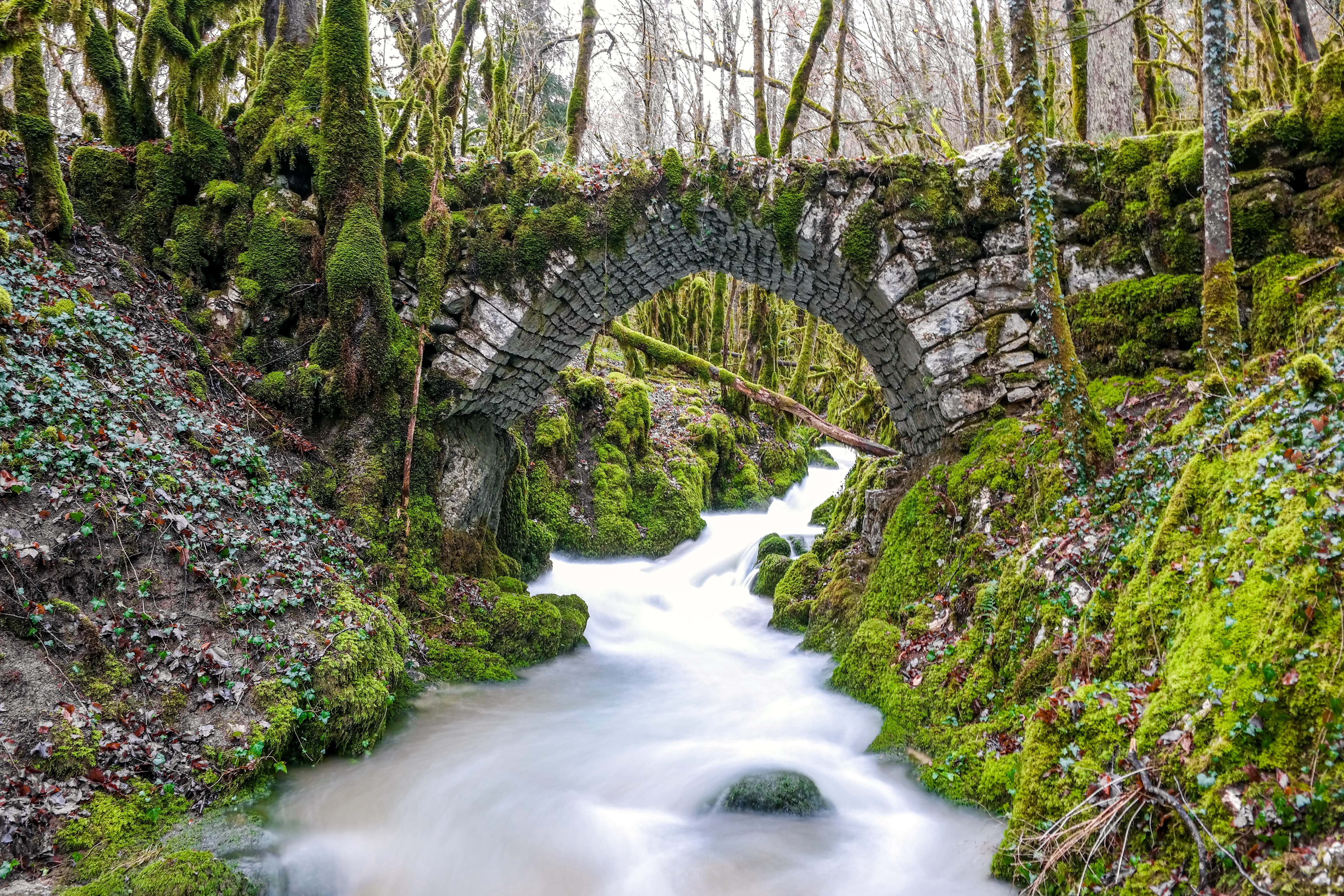
Pont de la Pie du Dard
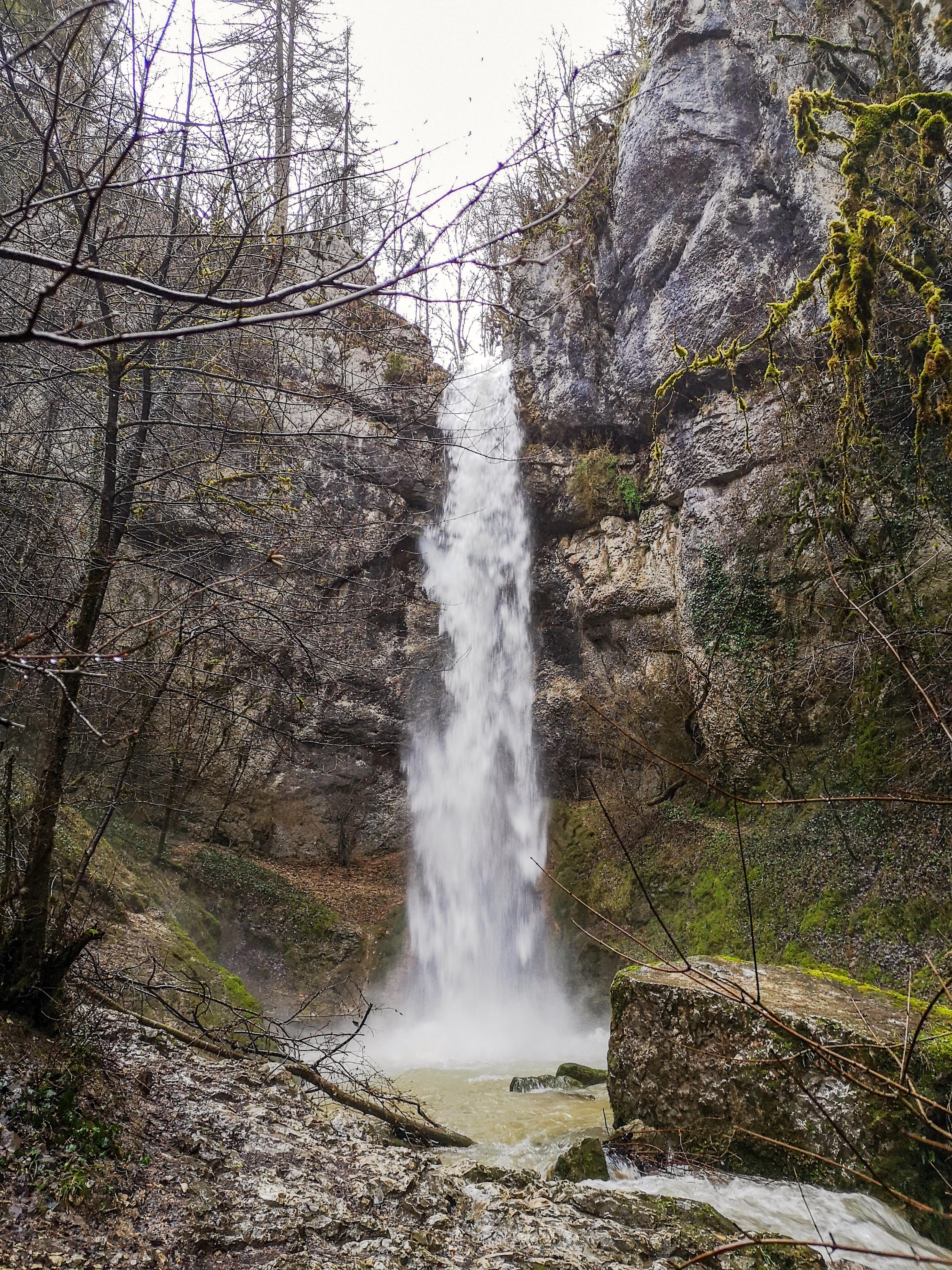
Cascade de la Quinquenouille
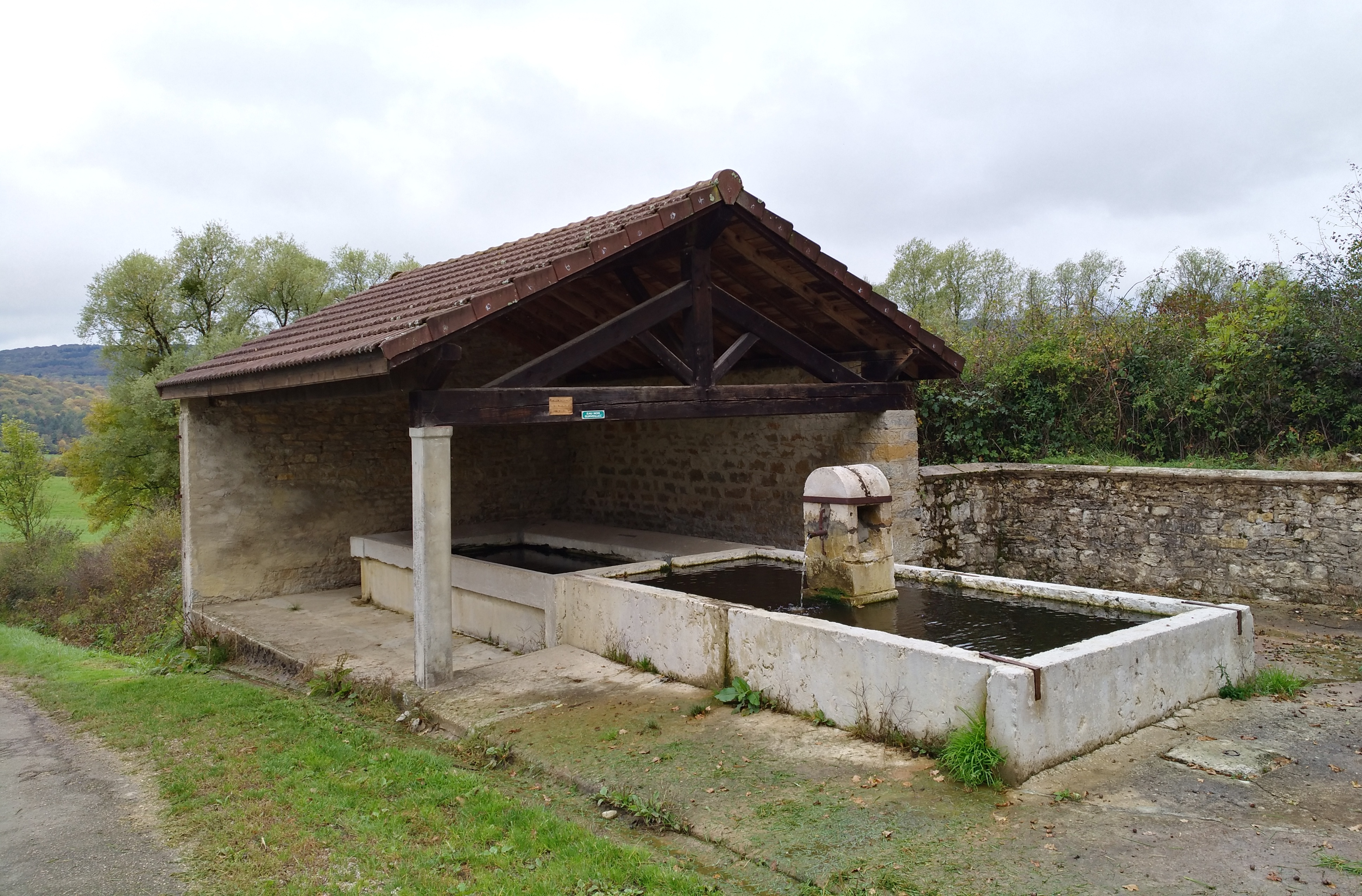
Lavoir d'Ugna
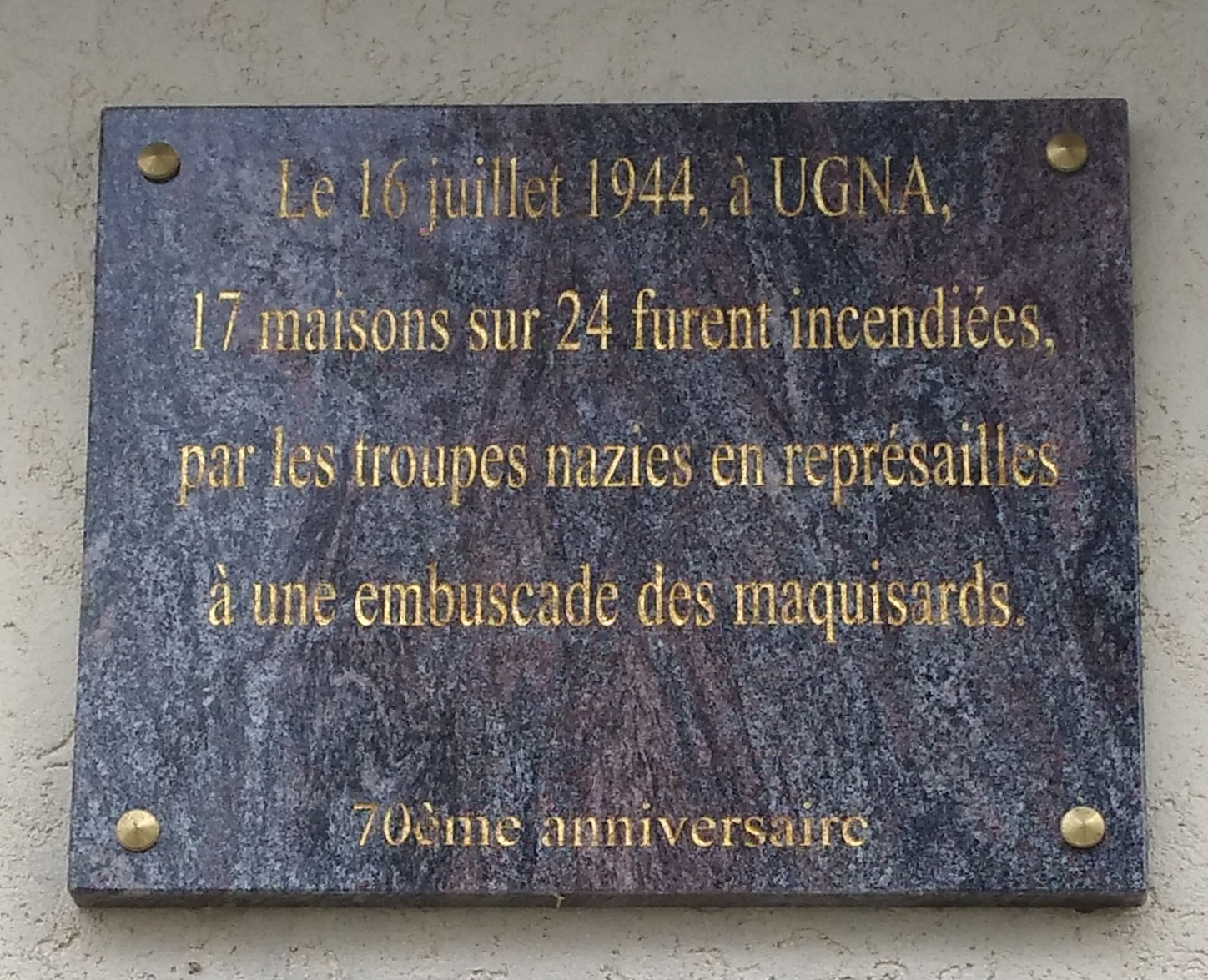
Plaque commémorative de l'incendie d'Ugna